# Parque nacional Gressåmoen
El parque nacional Gressåmoen es un antiguo parque nacional de Noruega. Se estableció en 1970 en el territorio del municipio de Snåsa, en la entonces provincia de Nord-Trøndelag, para proteger un bosque de abetos con carácter de bosque primitivo, típico de esta zona de Noruega. En 2004, el parque nacional se fusionó con el recién creado parque nacional Blåfjella-Skjækerfjella. El nombre del parque nacional de 181,5 km² proviene de una antigua granja de montaña que hoy se encuentra justo fuera de los límites del antiguo parque nacional.
Topográficamente, el parque se divide en tres partes:
- Al norte se encuentra el valle de Luru, que atraviesa el parque de oeste a este. Al final de este valle, el pico de Gamstuguhaugane se eleva 992 m hacia el cielo. El punto más alto del parque nacional es el Bugvassfjell, de 1009 m de altura, en el norte.
- Al sur y al oeste se alzan las praderas de Nordre y Søre Gauptjørnaksla.
- Al sureste, el paisaje desciende hasta una vasta depresión con numerosos cuerpos de aguas, todos ellas orientados hacia el este, hacia Suecia.

El tipo de bosque dominante en el parque nacional es el bosque de coníferas. Tiene una superficie de aproximadamente 13 km². En las zonas bajas, las turberas son el elemento paisajístico dominante.
En el parque nacional no hay senderos marcados ni instalaciones de alojamiento.